# Under the Dome (TV-serie)
Under the Dome är en amerikansk TV-serie, som började sändas den 24 juni 2013 i USA på tv-kanalen CBS. Serien baseras på boken Under kupolen av Stephen King, och några av de medverkande skådespelarna är Mike Vogel och Rachelle Lefevre. I Sverige visades serien på Kanal 5.
Den andra säsongen hade premiär den 30 juni 2014.
Den tredje säsongen hade premiär den 25 juni 2015. 

## Handling
Serien handlar om småstaden Chester's Mill, som skärs av från omvärlden av en mystisk, oförstörbar kupol. Medan militären och regeringen gör ett försök att förstöra kupolen, försöker en liten grupp inuti kupolen att ta reda på mer om varför kupolen är där. Utan internetuppkoppling eller mobiltäckning måste invånarna av Chester's Mill ta vara på alla resurser som finns, men alla i staden är inte så samarbetsvilliga.

## Rollfigurer

### Huvudfigurer
- Dale "Barbie" Barbara (spelad av Mike Vogel), en arméveteran på mystiskt uppdrag i Chester's Mill.
- Julia Shumway (spelad av Rachelle Lefevre), undersökande reporter som blir romantiskt involverad med Barbie.
- James "Big Jim" Rennie (spelad av Dean Norris), kommunfullmäktigeledamot och bilförsäljare.
- James "Junior" Rennie (spelad av Alexander Koch), Big Jims instabila son.
- Joe McAlister (spelad av Colin Ford), tonåring vars föräldrar är utanför kupolen.
- Norrie Calvert-Hill (spelad av Mackenzie Lintz), Alices dotter och Joes flickvän.
- Angie McAlister (spelad av Britt Robertson), Joes syster som jobbar som servitris med drömmar att lämna Chester's Mill.
- Sheriff Linda Esquivel (spelad av Natalie Martinez), lojal och ambitiös ställföreträdande sheriff som genom undantagstillstånd blir sheriff.
- Sam Verdreaux (spelad av Eddie Cahill), Big Jims svåger.
- Rebecca Pine (spelad av Karla Crome), vetenskapslärare som studerar kupolen.
- Melanie Cross (spelad av Grace Victoria Cox), en mystisk ung kvinna med stor koppling till kupolen.

### Övriga roller
- Phil Bushey (spelad av Nicholas Strong), populär radio-DJ som senare blir sheriff.
- Carolyn Hill (spelad av Aisha Hinds), underhållningsadvokat från Los Angeles, fångad i Chester's Mill.
- Andrea Grinell (spelad av Dale Raoul), en medborgare i Chester's Mill som iakttog en leverans av propan.
- Pauline Rennie (spelad av Sherry Stringfield), Big Jims hustru och Juniors mamma som förutsåg kupolens ankomst.
- Dodee Weaver (spelad av Jolene Purdy), radioingenjör som kommer i kontakt med omvärlden.
- Ben Drake (spelad av John Elvis), Joes bästa vän.
- Lyle Chumley (spelad av Dwight Yoakam), stadens barberare som har historia med Big Jim och Sam.
- Dr. Alice Calvert (spelad av Samantha Mathis), Carolyns maka och Norries mamma.
- Hunter May (spelad av Max Ehrich), hacker som jobbar för Don Barbara.
- Ollie Dinsmore (spelad av Leon Rippy).
- Rose Twitchell (spelad av Beth Broderick), ägare till fiket Sweetbriar Rose.
- Don Barbara (spelad av Brett Cullen), Barbies pappa.
- Pastor Lester Coggins (spelad av Ned Bellamy).
- Maxine Seagrave (spelad av Natalie Zea), Big Jims affärspartner och bekant till Barbie.
- Howard "Duke" Perkins (spelad av Jeff Fahey), Chester's Mills polischef.
- Agatha (spelad av Mare Winningham), Maxines mamma.